# Bojan Podkrajšek
Bojan Podkrajšek, slovenski politik, * 8. januar 1968, Celje, Slovenija. 
Je državnozborski poslanec v mandatnem obdobju 2022-2026. Deluje v Poslanski skupini Slovenske demokratske stranke. 
Izvoljen je bil na listi Slovenske demokratske stranke v volilnem okraju Slovenske Konjice na Državnozborskih volitvah 2022 s 4926 glasovi (35,68%).

## Življenjepis
Bojan Podkrajšek se je rodil 8. januarja 1968 v Celju. Osnovno šolo je obiskoval v Špitaliču, kasneje tudi v Slovenskih Konjicah. Po končani osnovni šoli je šolanje nadaljeval in zaključil na Srednji kovinarski šoli v Zrečah, kjer je pridobil izobrazbo kovinarskega tehnika. Na tem področju je najprej delal v podjetju Unior, nato pa še v Stanovanjskem podjetju Konjice.
Leta 1998 je prvič kandidiral in bil tudi izvoljen za predsednika Krajevne skupnosti Špitalič. To funkcijo je nato opravljal tri mandate oz. do leta 2010, leta 2002 pa je kandidiral še za občinskega svetnika Občine Slovenske Konjice in bil prav tako izvoljen. Svetnik je ostal do leta 2014. Leta 2006 je bil imenovan za podžupana omenjene občine, kar je ostal do leta 2014. V letu 2012 je postal predsednik Občinskega odbora SDS Slovenske Konjice, leta 2006 pa še predsednik Turističnega društva Špitalič, ki ga je vodil nadalnjih 8 let. 
Leta 2014 je bil prvič izvoljen za poslanca v Državnem zboru, leta 2018 pa so mu volivci podelili drugi in leta 2022 še tretji mandat. Na Lokalnih volitvah 2018 je neuspešno kandidiral za župana Občine Slovenske Konjice, a bil po 4 letih ponovno izvoljen za občinskega svetnika. Svetniški stolček si je zagotovil tudi na lokalnih volitvah 2022.
V preteklosti je bil tudi predsednik Nogometnega društva Dravinja in podpredsednik Medobčinske nogometne zveze Celje.